# Outerbanks Entertainment
Outerbanks Entertainment är ett amerikanskt tv- och filmproduktionsföretag, grundat den 29 juni 1995 av manusförfattaren Kevin Williamson.
Företaget har sitt huvudkontor i Los Angeles, Kalifornien.
Dess namn är en hänvisning till Williamson ursprung i Oriental, North Carolina.

## TV-produktion
- 1998–2003 – Dawsons Creek
- 1999 – Wasteland
- 2002 – Glory Days
- 2007 – Hidden Palms
- 2009 – The Vampire Diaries
- 2011–2012 – The Secret Circle
- 2013 – The Following
- 2014 – Stalker